# Setophaga pharetra
Setophaga pharetra е вид птица от семейство Parulidae.

## Разпространение
Видът е разпространен в Ямайка.